# Österreichische Fußballmeisterschaft 1916/17
Die Österreichische Fußballmeisterschaft 1916/17 wurde vom Verein Niederösterreichischen Fußball-Verband ausgerichtet und von dessen Mitgliedern bestritten. Es gab ursprünglich vier gleichberechtigte österreichische Meisterschaften, die sich auf das österreichische Kernland, Böhmen, Mähren-Schlesien und Polen (Galizien) verteilten und somit alle Gebiete Cisleithaniens umfassten. Während des Ersten Weltkrieges wurde jedoch ausschließlich die Erste Klasse des NFV als Kriegsmeisterschaft ohne Relegation ausgespielt.

## Österreichisches Kernland

### Erste Klasse (NFV)

#### Allgemeines
Die Meisterschaft in der Ersten Klasse des NFV wurde von 10 Mannschaften bestritten, die während des gesamten Spieljahres je zweimal aufeinander trafen. Österreichischer Fußballmeister wurde Rapid, die ihren vierten Meistertitel gewann. Da es sich in dieser Saison um eine Kriegsmeisterschaft handelte, war Auf- und Abstieg ausgesetzt.

#### Abschlusstabelle
| Pl.                                                          | Verein                | Sp. | S  | U | N  | Tore    | Quote | Punkte |
| ------------------------------------------------------------ | --------------------- | --- | -- | - | -- | ------- | ----- | ------ |
| 1.                                                           | SK Rapid Wien         | 18  | 13 | 3 | 2  | 064:280 | 2,29  | 29     |
| 2.                                                           | Floridsdorfer AC      | 18  | 12 | 3 | 3  | 055:170 | 3,24  | 27     |
| 3.                                                           | SpC Rudolfshügel      | 18  | 12 | 3 | 3  | 049:300 | 1,63  | 27     |
| 4.                                                           | Wiener Association FC | 18  | 11 | 3 | 4  | 061:320 | 1,91  | 25     |
| 5.                                                           | SC Wacker Wien        | 18  | 7  | 4 | 7  | 036:380 | 0,95  | 18     |
| 6.                                                           | Wiener AC             | 18  | 7  | 4 | 7  | 034:400 | 0,85  | 18     |
| 7.                                                           | Wiener Sport-Club     | 18  | 6  | 2 | 10 | 036:420 | 0,86  | 14     |
| 8.                                                           | Wiener Amateur-SV     | 18  | 3  | 3 | 12 | 034:470 | 0,72  | 09     |
| 9.                                                           | 1. Simmeringer SC EK1 | 18  | 3  | 1 | 14 | 025:640 | 0,39  | 07     |
| 10.                                                          | ASV Hertha Wien EK2   | 18  | 1  | 4 | 13 | 020:760 | 0,26  | 06     |
| Stand: Endstand. Quelle: Austria Soccer, Rapid-Archiv, RSSSF |                       |     |    |   |    |         |       |        |

| (M) | Österreichischer Meister 1915/16 |
| (C) | kein Wiener Cup 1916 ausgetragen |

Aufsteiger
- Zweite Klasse A: keiner, da Erster Weltkrieg

#### Spiele im Detail
| Durchgang im Sommer/Herbst | Durchgang im Sommer/Herbst                | Durchgang im Sommer/Herbst |
| Datum                      | Spielpaarung                              | Ergeb.                     |
| August 1916                | August 1916                               | August 1916                |
| -------------------------- | ----------------------------------------- | -------------------------- |
| 27. August 1916            | Floridsdorfer AC – SC Wacker Wien         | 0:0                        |
| 27. August 1916            | ASV Hertha Wien – Wiener AC               | 2:4                        |
| 27. August 1916            | SpC Rudolfshügel – SK Rapid Wien          | 3:3                        |
| 27. August 1916            | Wiener Amateur SV – 1. Simmeringer SC     | 0:1                        |
| 27. August 1916            | Wiener Association FC – Wiener Sport-Club | 2:0                        |
| September 1916             |                                           |                            |
| 3. September 1916          | 1. Simmeringer SC – Wiener Association FC | 0:7                        |
| 3. September 1916          | SK Rapid Wien – Floridsdorfer AC          | 2:1                        |
| 3. September 1916          | SC Wacker Wien – ASV Hertha Wien          | 5:1                        |
| 3. September 1916          | Wiener AC – SpC Rudolfshügel              | 4:3                        |
| 3. September 1916          | Wiener Sport-Club – Wiener Amateur SV     | 2:1                        |
| 17. September 1916         | 1. Simmeringer SC – Wiener Sport-Club     | 2:9                        |
| 17. September 1916         | Floridsdorfer AC – Wiener AC              | 2:2                        |
| 17. September 1916         | ASV Hertha Wien – SK Rapid Wien           | 1:7                        |
| 17. September 1916         | SpC Rudolfshügel – SC Wacker Wien         | 3:2                        |
| 17. September 1916         | Wiener Amateur SV – Wiener Association FC | 1:2                        |
| 24. September 1916         | Wiener AC – SK Rapid Wien                 | 0:4                        |
| 24. September 1916         | Wiener Amateur SV – SpC Rudolfshügel      | 2:4                        |
| 24. September 1916         | Wiener Association FC – ASV Hertha Wien   | 8:2                        |
| 24. September 1916         | Wiener Sport-Club – SC Wacker Wien        | 1:1                        |
| Oktober 1916               |                                           |                            |
| 8. Oktober 1916            | Floridsdorfer AC – ASV Hertha Wien        | 6:0                        |
| 8. Oktober 1916            | SK Rapid Wien – Wiener Amateur SV         | 4:1                        |
| 8. Oktober 1916            | SC Wacker Wien – Wiener Association FC    | 1:2                        |
| 8. Oktober 1916            | Wiener AC – 1. Simmeringer SC             | 2:0                        |
| 8. Oktober 1916            | Wiener Sport-Club – SpC Rudolfshügel      | 0:2                        |
| 22. Oktober 1916           | 1. Simmeringer SC – SK Rapid Wien         | 3:6                        |
| 22. Oktober 1916           | Floridsdorfer AC – Wiener Sport-Club      | 6:1                        |
| 22. Oktober 1916           | Wiener Amateur SV – SC Wacker Wien        | 1:2                        |
| 22. Oktober 1916           | Wiener Association FC – Wiener AC         | 6:0                        |
| 29. Oktober 1916           | SK Rapid Wien – Wiener Association FC     | 1:1                        |
| 29. Oktober 1916           | SpC Rudolfshügel – Floridsdorfer AC       | 2:1                        |
| 29. Oktober 1916           | SC Wacker Wien – 1. Simmeringer SC        | 3:1                        |
| 29. Oktober 1916           | Wiener AC – Wiener Amateur SV             | 1:1                        |
| November 1916              |                                           |                            |
| 12. November 1916          | 1. Simmeringer SC – SpC Rudolfshügel      | 0:3                        |
| 12. November 1916          | Floridsdorfer AC – Wiener Association FC  | 1:1                        |
| 12. November 1916          | ASV Hertha Wien – Wiener Amateur SV       | 2:2                        |
| 12. November 1916          | SK Rapid Wien – Wiener Sport-Club         | 2:0                        |
| 12. November 1916          | Wiener AC – SC Wacker Wien                | 2:3                        |
| 19. November 1916          | 1. Simmeringer SC – ASV Hertha Wien       | 3:1                        |
| 19. November 1916          | SC Wacker Wien – SK Rapid Wien            | 4:4                        |
| 19. November 1916          | Wiener Association FC – SpC Rudolfshügel  | 7:3                        |
| 19. November 1916          | Wiener Sport-Club – Wiener AC             | 3:1                        |
| 26. November 1916          | SpC Rudolfshügel – ASV Hertha Wien        | 1:1                        |
| Dezember 1916              |                                           |                            |
| 3. Dezember 1916           | Floridsdorfer AC – 1. Simmeringer SC      | 2:1                        |
| 10. Dezember 1916          | Wiener Sport-Club – ASV Hertha Wien       | 7:1                        |
| 10. Dezember 1916          | Wiener Amateur SV – Floridsdorfer AC      | 0:4                        |

| Durchgang im Frühjahr | Durchgang im Frühjahr                     | Durchgang im Frühjahr |
| Datum                 | Spielpaarung                              | Ergeb.                |
| März 1917             | März 1917                                 | März 1917             |
| --------------------- | ----------------------------------------- | --------------------- |
| 4. März 1917          | 1. Simmeringer SC – Wiener Amateur SV     | 2:7                   |
| 4. März 1917          | SK Rapid Wien – SpC Rudolfshügel          | 2:4                   |
| 4. März 1917          | SC Wacker Wien – Floridsdorfer AC         | 0:1                   |
| 4. März 1917          | Wiener Sport-Club – Wiener Association FC | 1:3                   |
| 11. März 1917         | Floridsdorfer AC – SK Rapid Wien          | 2:1                   |
| 11. März 1917         | SpC Rudolfshügel – Wiener AC              | 3:1                   |
| 11. März 1917         | Wiener Amateur SV – Wiener Sport-Club     | 7:0                   |
| 11. März 1917         | Wiener Association FC – 1. Simmeringer SC | 8:1                   |
| 18. März 1917         | SC Wacker Wien – SpC Rudolfshügel         | 0:4                   |
| 18. März 1917         | Wiener AC – Floridsdorfer AC              | 1:5                   |
| 18. März 1917         | Wiener Association FC – Wiener Amateur SV | 2:3                   |
| 18. März 1917         | Wiener Sport-Club – 1. Simmeringer SC     | 1:1                   |
| April 1917            |                                           |                       |
| 15. April 1917        | 1. Simmeringer SC – Floridsdorfer AC      | 0:1                   |
| 15. April 1917        | ASV Hertha Wien – Wiener Association FC   | 0:3                   |
| 15. April 1917        | SK Rapid Wien – Wiener AC                 | 3:1                   |
| 15. April 1917        | SpC Rudolfshügel – Wiener Amateur SV      | 2:0                   |
| 15. April 1917        | SC Wacker Wien – Wiener Sport-Club        | 2:1                   |
| 22. April 1917        | SK Rapid Wien – ASV Hertha Wien           | 8:0                   |
| 29. April 1917        | 1. Simmeringer SC – Wiener AC             | 1:4                   |
| 29. April 1917        | SpC Rudolfshügel – Wiener Sport-Club      | 3:1                   |
| 29. April 1917        | Wiener Amateur SV – SK Rapid Wien         | 1:2                   |
| 29. April 1917        | Wiener Association FC – SC Wacker Wien    | 3:2                   |
| Mai 1917              |                                           |                       |
| 13. Mai 1917          | ASV Hertha Wien – SpC Rudolfshügel        | 1:6                   |
| 13. Mai 1917          | SK Rapid Wien – 1. Simmeringer SC         | 5:2                   |
| 13. Mai 1917          | SC Wacker Wien – Wiener Amateur SV        | 5:4                   |
| 13. Mai 1917          | Wiener AC – Wiener Association FC         | 5:2                   |
| 13. Mai 1917          | Wiener Sport-Club – Floridsdorfer AC      | 4:2                   |
| 20. Mai 1917          | 1. Simmeringer SC – SC Wacker Wien        | 1:2                   |
| 20. Mai 1917          | Floridsdorfer AC – SpC Rudolfshügel       | 4:0                   |
| 20. Mai 1917          | ASV Hertha Wien – Wiener Sport-Club       | 1:4                   |
| 20. Mai 1917          | Wiener Amateur SV – Wiener AC             | 2:2                   |
| 20. Mai 1917          | Wiener Association FC – SK Rapid Wien     | 3:4                   |
| Juni 1917             |                                           |                       |
| 10. Juni 1917         | SpC Rudolfshügel – 1. Simmeringer SC      | 3:1                   |
| 10. Juni 1917         | SC Wacker Wien – Wiener AC                | 0:1                   |
| 10. Juni 1917         | Wiener Amateur SV – ASV Hertha Wien       | 1:2                   |
| 10. Juni 1917         | Wiener AF – Floridsdorfer AC              | 1:7                   |
| 10. Juni 1917         | Wiener Sport-Club – SK Rapid Wien         | 1:2                   |
| 17. Juni 1917         | ASV Hertha Wien – Floridsdorfer AC        | 1:2                   |
| 24. Juni 1917         | Floridsdorfer AC – Wiener Amateur SV      | 8:0                   |
| 24. Juni 1917         | ASV Hertha Wien – 1. Simmeringer SC       | 0:5                   |
| 24. Juni 1917         | SK Rapid Wien – SC Wacker Wien            | 4:0                   |
| 24. Juni 1917         | SpC Rudolfshügel – Wiener Association FC  | 0:0                   |
| 24. Juni 1917         | Wiener AC – Wiener Sport-Club             | 3:0                   |
| Juli 1917             |                                           |                       |
| 1. Juli 1917          | ASV Hertha Wien – SC Wacker Wien          | 4:4                   |
| 8. Juli 1917          | Wiener AC – ASV Hertha Wien               | 0:0                   |

#### Torschützenliste
| Pl.                    | Tore    | Spieler          | Verein                |
| ---------------------- | ------- | ---------------- | --------------------- |
| 1.                     | 21 Tore | Eduard Bauer     | SK Rapid Wien         |
| 2.                     | 19 Tore | Leopold Neubauer | Wiener Association FC |
| 3.                     | 16 Tore | Otto Necas       | SC Rudolfshügel       |
|                        |         | Henry Pak        | Wiener Association FC |
| 5.                     | 15 Tore | Gustav Wieser    | SK Rapid Wien         |
| Quelle: Austria Soccer |         |                  |                       |

siehe auch Liste der besten Torschützen Österreichs

#### Die Meistermannschaft
| SK Rapid Wien |
| Theodor Mantler; Vinzenz Dittrich; Kovács; Willibald Stejskal; Josef Branätterdst; Josef Klíma; Johann Frassl; Rudolf Rupec; Anton Blazevic; Franz Balzer; Oswald; Leopold Nitsch; Engelbert Klein; Mäder; Gustav Putzendopler Max Cerny; Josef Hagler; Bachura; Leopold Grundwald; Karl Wondrak; Gustav Blaha Heinrich Körner Eduard Bauer Gustav Wieser Trainer: Dionys Schönecker |
| Quelle: Austria Soccer |

### Zweite Klasse (NFV)

#### Allgemeines
Die Meisterschaft in der Zweiten Klasse A des NFV wurde von 10 Mannschaften bestritten, die während des gesamten Spieljahres je zweimal aufeinander trafen. Sieger wurde die Hakoah, die in der Liga verblieb. Aus der Zweiten Klasse A absteigen musste Favoritner FK Sturm, welche durch Drittligameister SC Bewegung X ersetzt wurde. Der SC Red Star Wien trat während der Kriegsjahre unter dem Vereinsnamen SC Rot-Stern Wien an.

#### Abschlusstabelle
| Pl.                                            | Verein                   | Sp. | S  | U | N  | Tore    | Quote | Punkte |
| ---------------------------------------------- | ------------------------ | --- | -- | - | -- | ------- | ----- | ------ |
| 1.                                             | SC Donaustadt            | 18  | 13 | 3 | 2  | 055:200 | 2,75  | 29     |
| 2.                                             | SC Hakoah Wien (N)       | 18  | 11 | 4 | 3  | 062:260 | 2,38  | 26     |
| 3.                                             | First Vienna FC 1894 (N) | 18  | 11 | 2 | 5  | 057:250 | 2,28  | 24     |
| 4.                                             | SK Admira Wien           | 18  | 9  | 3 | 6  | 052:350 | 1,49  | 21     |
| 5.                                             | SK Slovan Wien           | 18  | 8  | 4 | 6  | 039:250 | 1,56  | 20     |
| 6.                                             | SC Rot Stern Wien        | 18  | 7  | 3 | 8  | 039:470 | 0,83  | 17     |
| 7.                                             | Ottakringer SC (N)       | 18  | 7  | 0 | 11 | 038:450 | 0,84  | 14     |
| 8.                                             | Nußdorfer AC             | 18  | 6  | 1 | 11 | 034:680 | 0,50  | 13     |
| 9.                                             | Jedlersdorfer SC (N)     | 18  | 5  | 2 | 11 | 037:550 | 0,67  | 12     |
| 10.                                            | Favoritner FK Sturm (N)  | 18  | 1  | 2 | 15 | 016:830 | 0,19  | 04     |
| Stand: Endstand. Quelle: Austria Soccer, RSSSF |                          |     |    |   |    |         |       |        |

| (N) | Neuaufsteiger der Saison 1915/16, Wiederaufnahme des Spielbetriebes oder Umsteiger von FBiNÖ. |

Aufsteiger:
- Zweite Klasse B: Wiener Bewegungsspieler

### Meisterschaft des DAFV
Eine Meisterschaft des Deutsch-Alpenländischen Fußballverbandes (DAFV) wurde wegen des Ersten Weltkrieges in dieser Saison keine ausgetragen.

## Situation in den Kronländern

### Böhmen
Der Deutsche Fußball-Verband für Böhmen, jetzt unter dem tschechischen Name Krajského svazu pre Království České OeFV, trug in dieser Saison eine Meisterschaft, tschechisch Mistrovství, aus, in der Prager Vereine mitspielten. Es wurde eine Tschechische Fußballmeisterschaft 1917 in Böhmen, vor allem in Prag, ausgetragen, die vom Český svaz footballový (ČSF) organisiert wurde.

### Mähren-Schlesien
Der Deutsche Fußball-Verband für Mähren und Schlesien trug in dieser Saison keine Meisterschaft aus.

### Polen
Der Deutsche Fußball-Verband für Polen trug in dieser Saison keine Meisterschaft aus.